# Il diario delle due lune
Il diario delle due lune (Piemme Edizioni, 25 ottobre 2011) è il primo romanzo per ragazzi della serie fantasy Evelyn Starr, scritta a quattro mani da Luca Azzolini e Francesco Falconi.

## Trama
Evelyn Starr è una ragazzina davvero speciale, anche se non sembra. Ha tredici anni e mezzo, vive a Ithil Runa (una bella cittadina in Irlanda) assieme alla madre Meb e alla bisnonna Geraldine, ed è sempre di corsa tra scuola, lezioni di danza e passeggiate con le amiche.
Ma il suo passato nasconde un segreto. Un mistero che ruota attorno al padre, Sefra Starr, scomparso in circostanze inspiegabili ai margini di un vecchio ponte circondato da mille leggende: l'Arco d'Avorio… Le leggende che circondano questo misterioso ponte sono tante e vecchie di secoli. Evelyn ancora non lo sa, ma quel ponte che si getta nel vuoto è un passaggio per un altro luogo. Un regno grigio avvolto dalla nebbia, dove le Serpibrume si aggirano tra le strade della Città Proibita, fra esseri fatati che tessono magie con la musica e animali parlanti che cambiano forma dall'alba al tramonto. 
Un luogo magico, il Mullagh Maat, protetto per secoli dai Guardiani delle Nebbie, di cui Evelyn è l'ultima erede. L'unica che possa impedire l'avanzata dei Senzastelle e della loro oscura e potente Regina. Assieme al suo nuovo amico Zak, un ragazzo lupo che non ricorda nulla del proprio passato, e all'eccentrico furetto Stillygan, Evelyn affronterà un viaggio avventuroso oltre i confini della Città Proibita, dentro la Montagna Cava, nel cuore del Palazzo di Ghiaccio, per ritrovare la sua famiglia scomparsa e affrontare il feroce Signore delle Nebbie…

## Illustrazioni
La copertina e le illustrazioni interne sono opera di Silvia Bigolin, già illustratrice per i romanzi di Geronimo Stilton (pubblicati sempre da Piemme Edizioni), e raffigura Evelyn Starr oltre l'Arco d'Avorio, mentre veste i panni di Guardiana delle Nebbie. Alle sue spalle, tra la nebbia e le stelle, scintilla nella luce della luna il ponte bianco come avorio.

## Edizioni
- Luca Azzolini e Francesco Falconi, Il diario delle due lune, Piemme Edizioni, 2011,  pp. 325, ISBN 9788856617504.
- 2ª edizione, Piemme Edizioni, collana Piemme Junior Bestseller, novembre 2013. ISBN 978-8856630947